# Elecciones parlamentarias de Turquía de 2023
Las elecciones parlamentarias turcas de 2023 se celebraron el 14 de mayo de 2023, como parte de las elecciones generales de 2023, junto con las elecciones presidenciales del mismo día.
Los votantes de 87 distritos electorales eligieron a 600 miembros del Parlamento para la Gran Asamblea Nacional de Turquía por un período de cinco años, formando el 28º Parlamento del país.

## Antecedentes

### Referéndum de 2017 y elecciones de 2018
Las anteriores elecciones generales se celebraron el 24 de junio de 2018. El referéndum constitucional de 2017, en el que se adoptó este nuevo sistema, fue discutido por la política, la prensa y el público durante la fase preparatoria y durante la campaña. Después de que las enmiendas constitucionales fueran aprobadas por los votantes con un estrecho margen en el referéndum de 2017 y los votos no sellados fueran considerados válidos por el YSK, también se discutió el resultado del referéndum. Con la aprobación de la reforma constitucional, se decidió realizar las elecciones generales el mismo día de las elecciones presidenciales. El presidente Recep Tayyip Erdoğan, en el cargo desde 2014, fue reelegido presidente en las elecciones de 2018.
En las elecciones generales de 2018, se modificó la ley electoral para permitir que los partidos formen alianzas. En esta elección se establecieron la Alianza Popular (AKP y MHP) y la Alianza de la Nación (CHP, IYI y SP). Sin embargo, el Partido de la Justicia y el Desarrollo (AKP) perdió su mayoría absoluta en la Gran Asamblea Nacional en las elecciones y, como resultado, necesitaba el apoyo de sus socios de alianza el Partido de Acción Nacionalista (MHP) en el parlamento. El cargo de primer ministro fue abolido el 9 de julio de 2018. El último primer ministro, Binali Yıldırım, fue elegido presidente de la Asamblea Nacional el 12 de julio de 2018.
En muchos de sus discursos, Devlet Bahçeli del MHP se opuso a las expectativas de la oposición de que se celebraran elecciones anticipadas antes de 2023. Bahçeli anunció que en las elecciones presidenciales que se realizarán en junio de 2023, su candidato será Erdogan y el MHP lo apoyará.

### Elecciones locales de 2019
El líder del CHP, Kemal Kılıçdaroğlu, que dirigió la Alianza de la Nación, fue criticado por su derrota electoral de 2014 y la de 2018 con Muharrem İnce. Por lo tanto, las elecciones locales de 2019 cobraron importancia para la principal oposición. Como resultado de las negociaciones entre el CHP y el IYI, se restableció la Alianza de la Nación. Después de las elecciones locales, aunque la Alianza de la Nación no pudo obtener la mayoría de los votos, logró un éxito contra Erdogan después de mucho tiempo al tomar el mando de las grandes ciudades del país como Estambul (la ciudad más grande), Ankara (la capital), Antalya, Adana y Mersin. Sin embargo, como resultado de las objeciones hechas por el Partido de la Justicia y el Desarrollo (AKP) y el gobierno de Erdogan, las elecciones del Municipio Metropolitano de Estambul, que ganó el Partido Republicano del Pueblo (CHP) por un puñado de votos, fueron canceladas por la Junta Electoral Suprema (YSK) y las elecciones se celebraron nuevamente el 23 de junio de 2019. En la repeticion de las elecciones, Ekrem İmamoğlu, el candidato de la Alianza de Nación y candidato ganador en las elecciones originales, ganó contra el candidato del AKP y se convirtió en alcalde. Aumentando la difencia de votos con Binali Yildirim del AKP, mismo candidato que las elecciones originales, de 13.729 votos a 806.014 votos.

### Escisiones del AKP

#### Partido del Futuro
Varios políticos, incluidos los exministros de los anteriores gabinetes de Erdogan, comenzaron los preparativos para establecer un nuevo partido. El Partido del Futuro fue fundado el 12 de diciembre de 2019 por Ahmet Davutoğlu, exministro de Relaciones Exteriores (2009-2014) y primer ministro (2014-2016) como parte del conservador Partido de la Justicia y el Desarrollo (AKP). Habiendo sido elegido primer ministro el 28 de agosto de 2014 con el apoyo del presidente Recep Tayyip Erdoğan, Davutoğlu se opuso más tarde a los movimientos de este último para transformar la forma de gobierno de Turquía de un sistema parlamentario a uno presidencial. Su conflicto con Erdoğan culminó con la renuncia de Davutoğlu al cargo, el 22 de mayo de 2016.
Tras su dimisión, Davutoğlu criticó con frecuencia al gobierno del AKP, lo que llevó al partido a emprender acciones disciplinarias contra él. En respuesta, renunció al AKP el 13 de septiembre de 2019. Más tarde expresó interés en formar un nuevo partido en oposición a la administración del presidente Erdoğan y finalmente lanzó el Partido del Futuro (GP) el 12 de diciembre de 2019. El nuevo partido publicó de inmediato una lista de 154 fundadores. miembros que incluían numerosos exfuncionarios y afiliados del AKP. El partido terminó integrando la Alianza de la Nación, coalición opositora al Presidente; Davatoglu definió al partido como "liberal y respetuosa con las tradiciones". Incluye también entre sus propuestas el regreso al parlamentarismo criticando al nuevo régimen presidencialista, en vigor tras un polémico referéndum en 2017 de haber exacerbado los problemas económicos y políticos del país.

#### Partido Democracia y Progreso
DEVA es un partido político formado por el exministro de Economía (2002-2007) y vice primer ministro (2009-2015) Ali Babacan como una escisión del Partido de la Justicia y el Desarrollo (AKP) del Presidente Recep Tayyip Erdoğan. Actualmente, el partido está representado por un escaño en la Gran Asamblea Nacional, siendo el diputado Mustafa Yeneroğlu, uno de los fundadores.
Los fundadores del partido también incluyen al exministro de Justicia Sadullah Ergin, el exministro de Ciencia, Industria y Tecnología, Nihat Ergün y la exministra de Estado Selma Aliye Kavaf, quienes sirvieron en los gabinetes de Erdoğan durante muchos años; y el exalcalde de Balıkesir, Ahmet Edip Uğur, todos antiguos miembros del Partido de la Justicia y el Desarrollo (AKP).
A pesar de su historia en el AKP, Ali Babacan ha adoptado una postura secular en el DEVA similar de cierta maner a la del Partido del Futuro (GP), enfatizando las libertades personales en lugar del conservadurismo religioso. Ha criticado que se elimine la evolución del plan de estudios de biología para la escuela secundaria y la educación inferior. También ha expresado su oposición a que las lecciones de estudios religiosos sean obligatorias para los niños en edad escolar, diciendo que los padres deberían poder optar por no recibirlas. También ha expresado su oposición a la prohibición de las tariqas. Él dijo; 'Cuando el gobierno los 'prohíbe', aún continúan sus actividades extraoficialmente y sin ninguna supervisión. Estamos siempre a favor de la libertad y la transparencia. Las congregaciones y tariqas son una tradición centenaria de estas tierras. No se puede destruir una tradición centenaria con una mentalidad prohibicionista.'
El Partido Democracia y Progreso (DEVA) ha anunciado 22 Planes de Acción que traerán reformas gubernamentales para los problemas que el país ha estado enfrentando en los últimos años, abordando muchos temas diferentes que van desde políticas económicas y financieras, hasta emprendimiento, al sistema de justicia, a social problemas. Estos planes incluyen metas de 90 y 360 días.

### Crisis económica
La crisis económica turca de 2018-23 en curso en Turquía con repercusiones internacionales debido al contagio financiero. La depreciación de la lira turca, la alta inflación, el aumento de la deuda y los incumplimientos crediticios correspondientes son las características destacadas de la crisis.
La crisis se hizo visible en 2018, con la lira depreciándose mucho en las fluctuaciones, y en la siguiente etapa, alcanzó una dimensión más profunda con deudas impagas y contracción económica. El proceso marcó el final de la era del crecimiento económico liderado por Erdoğan creado por la expansión del crédito y el auge del sector de la construcción respaldado por el presupuesto estatal. Para el 2022, por primera vez en la historia de la República, la deuda de interés público superó a la deuda principal.

### Fecha de las elecciones
La fecha se estableció como el 18 de junio de 2023, marcando el último domingo antes de la expiración del período de cinco años de las últimas elecciones generales, de acuerdo con la Ley de Elecciones Parlamentarias, como está escrito en la constitución. En muchos de sus discursos, Devlet Bahçeli se opuso a las expectativas de la oposición de que se celebraran elecciones anticipadas antes de 2023. Bahçeli anunció que en las elecciones presidenciales que se realizarán en junio de 2023, su candidato será Erdogan y el MHP lo apoyará. Erdoğan declaró el 18 de enero de 2023 que las elecciones se celebrarían el 14 de mayo, refiriéndose a las elecciones del 14 de mayo de 1950, cuando finalizó el gobierno de partido único del Partido Republicano del Pueblo (CHP). En una declaración publicada en la Reunión de la Mesa de los Seis (CHP, İYİ, DP, SP, DEVA, GP) el 26 de enero de 2023, los líderes afirmaron que Erdogan no puede postularse para la presidencia por tercera vez, de acuerdo con los artículos 101 y 116 de la constitución, a menos que el parlamento tome una decisión electoral. El 10 de marzo, Erdogan tomó la decisión de celebrar elecciones parlamentarias y presidenciales el 14 de mayo y se publicó en el Boletín Oficial.

## Sistema electoral
Los 600 miembros de la Gran Asamblea Nacional de Turquía serán elegidos por representación proporcional de listas de partidos en 87 distritos electorales, por el método D'Hondt. A los efectos de las elecciones legislativas, 77 de las 81 provincias de Turquía sirven como distrito único. Debido a su gran población, las provincias de Bursa e İzmir se dividen en dos distritos, mientras que las provincias de Ankara y Estambul se dividen cada una en tres.
De acuerdo con la Constitución de Turquía, cualquier enmienda a la ley electoral solo puede aplicarse un año después de que entre en vigor.

### Umbral electoral
Por iniciativa del gobernante Partido de la Justicia y el Desarrollo (AKP) y su principal aliado político, el Partido de Acción Nacionalista (MHP), el umbral electoral nacional para que un partido ingrese al parlamento se redujo del 10 al 7 por ciento. Esta fue la primera reducción del umbral desde que lo introdujo la junta militar tras el golpe de Estado turco de 1980.
No hay umbral para los candidatos independientes. Los partidos políticos también pueden optar por participar en las elecciones en una alianza política con otros partidos, eliminando el requisito del 7% siempre que la alianza en su conjunto obtenga más del 7% de los votos en total.
Otras enmiendas a la ley electoral incluyen la distribución de escaños. Anteriormente, los escaños parlamentarios se distribuían en función del porcentaje de votos de cada alianza electoral en un distrito determinado. Ahora, los escaños se distribuyen basándose únicamente en la participación de votos de cada partido político en ese distrito. Si se aplicara a las elecciones anteriores, los resultados habrían sido un poco más acordes con las preferencias de los votantes. Por ejemplo, un escaño de Erzurum de İYİ (cuarto partido más grande de Erzurum) habría ido a HDP (tercer partido más grande de Erzurum) y un escaño de Elazığ de CHP (tercer partido más grande de Elazığ) a MHP (segundo partido más grande de Elazığ).

### Distritos electorales
Turquía está dividida en 87 distritos electorales, que eligen un cierto número de miembros de la Gran Asamblea Nacional de Turquía. La Asamblea tiene un total de 550 escaños, a los que cada distrito electoral asigna un determinado número de diputados en proporción a su población. El Consejo Supremo Electoral de Turquía realiza revisiones de la población de cada distrito antes de las elecciones y puede aumentar o disminuir el número de escaños de un distrito según su electorado.
En todos los casos excepto en cuatro, los distritos electorales comparten el mismo nombre y las fronteras de las 81 provincias de Turquía, con la excepción de Ankara, Bursa, Izmir y Estambul. Las provincias que eligen entre 19 y 36 diputados se dividen en dos distritos electorales, mientras que las provincias que eligen más de 36 diputados se dividen en tres. Como las provincias más pobladas del país, Bursa e Izmir se dividen en dos subdistritos, mientras que Ankara y Estambul se dividen en tres. La distribución de diputados electos por distrito electoral se muestra a continuación.
| Distrito       | Distrito       | MPs |
| -------------- | -------------- | --- |
| Adana          | Adana          | 15  |
| Adıyaman       | Adıyaman       | 5   |
| Afyonkarahisar | Afyonkarahisar | 6   |
| Ağrı           | Ağrı           | 4   |
| Aksaray        | Aksaray        | 4   |
| Amasya         | Amasya         | 3   |
| Ankara         | Ankara         | 36  |
|                | Ankara (I)     | 13  |
|                | Ankara (II)    | 11  |
|                | Ankara (III)   | 12  |
| Antalya        | Antalya        | 16  |
| Ardahan        | Ardahan        | 2   |
| Artvin         | Artvin         | 2   |
| Aydın          | Aydın          | 8   |

| Distrito  | Distrito   | MPs |
| --------- | ---------- | --- |
| Balıkesir | Balıkesir  | 9   |
| Bartın    | Bartın     | 2   |
| Batman    | Batman     | 5   |
| Bayburt   | Bayburt    | 1   |
| Bilecik   | Bilecik    | 2   |
| Bingöl    | Bingöl     | 3   |
| Bitlis    | Bitlis     | 3   |
| Bolu      | Bolu       | 3   |
| Burdur    | Burdur     | 3   |
| Bursa     | Bursa      | 20  |
|           | Bursa (I)  | 10  |
|           | Bursa (II) | 10  |
| Çanakkale | Çanakkale  | 4   |
| Cankiri   | Cankiri    | 2   |

| Distrito   | Distrito   | MPs |
| ---------- | ---------- | --- |
| Çorum      | Çorum      | 4   |
| Denizli    | Denizli    | 8   |
| Diyarbakır | Diyarbakır | 12  |
| Düzce      | Düzce      | 3   |
| Edirne     | Edirne     | 4   |
| Elazığ     | Elazığ     | 5   |
| Erzincan   | Erzincan   | 2   |
| Erzurum    | Erzurum    | 6   |
| Eskişehir  | Eskişehir  | 7   |
| Gaziantep  | Gaziantep  | 14  |
| Giresun    | Giresun    | 4   |
| Gümüşhane  | Gümüşhane  | 2   |
| Hakkâri    | Hakkâri    | 3   |
| Hatay      | Hatay      | 11  |

| Distrito      | Distrito       | MPs |
| ------------- | -------------- | --- |
| Iğdır         | Iğdır          | 2   |
| Isparta       | Isparta        | 4   |
| Estambul      | Estambul       | 98  |
|               | Estambul (I)   | 35  |
|               | Estambul (II)  | 28  |
|               | Estambul (III) | 35  |
| Esmirna       | Esmirna        | 28  |
|               | Esmirna (I)    | 14  |
|               | Esmirna (II)   | 14  |
| Kahramanmaraş | Kahramanmaraş  | 8   |
| Kars          | Kars           | 3   |
| Kastamonu     | Kastamonu      | 3   |
| Karabük       | Karabük        | 3   |
| Karaman       | Karaman        | 3   |

| Distrito   | MPs |
| ---------- | --- |
| Kayseri    | 10  |
| Kilis      | 2   |
| Kirklareli | 3   |
| Kırıkkale  | 3   |
| Kırşehir   | 2   |
| Kocaeli    | 13  |
| Konya      | 15  |
| Kütahya    | 5   |
| Malatya    | 6   |
| Manisa     | 10  |
| Mardin     | 6   |
| Mersin     | 13  |
| Muğla      | 7   |
| Mus        | 4   |

| Distrito  | Distrito  | MPs |
| --------- | --------- | --- |
| Nevsehir  | Nevsehir  | 3   |
| Niğde     | Niğde     | 3   |
| Ordu      | Ordu      | 6   |
| Osmaniye  | Osmaniye  | 4   |
| Rize      | Rize      | 3   |
| Sakarya   | Sakarya   | 7   |
| Samsun    | Samsun    | 9   |
| Siirt     | Siirt     | 3   |
| Sinope    | Sinope    | 2   |
| Sivas     | Sivas     | 5   |
| Şanlıurfa | Şanlıurfa | 14  |
| Şırnak    | Şırnak    | 4   |
| Tekirdağ  | Tekirdağ  | 7   |
| Tokat     | Tokat     | 5   |

| Distrito   | Distrito   | MPs |
| ---------- | ---------- | --- |
| Trebisonda | Trebisonda | 6   |
| Tunceli    | Tunceli    | 2   |
| Uşak       | Uşak       | 3   |
| Van        | Van        | 8   |
| Yalova     | Yalova     | 3   |
| Yozgat     | Yozgat     | 4   |
| Zonguldak  | Zonguldak  | 5   |
| Total      | Total      | 600 |

## Calendario electoral
El Consejo Supremo Electoral anunció el siguiente calendario electoral para las elecciones presidenciales y parlamentarias de 2023.

### Primera vuelta
- 18 de marzo: El Consejo Supremo Electoral anuncia el inicio oficial del ciclo electoral.
- 19 de marzo: Presentación de solicitudes de candidatura al Consejo Supremo Electoral.
- 20 de marzo: los candidatos presidenciales independientes pueden postularse hasta las 17.00 horas. Las solicitudes de candidatos independientes son examinadas por el Consejo Supremo de Elecciones y los candidatos serán notificados si a su solicitud le faltan documentos u otras deficiencias a partir de las 23:00.
- 21 de marzo: Los candidatos presidenciales independientes cuya solicitud haya sido rechazada por el Consejo Supremo de Elecciones, pueden apelar y solicitar un nuevo examen hasta las 17:00 horas. Plazo para que los partidos políticos presenten candidato presidencial.
- 24 de marzo: Fecha límite para que los partidos políticos decidan si participan o no en las elecciones dentro de una alianza electoral.
- 28 de marzo: Anuncio de la lista temporal de candidatos presidenciales e inicio de las solicitudes de apelación.
- 31 de marzo: Anuncio de la lista definitiva de candidatos presidenciales.
- 1 de abril: Presentación de papeleta con los candidatos presidenciales.
- 8 de abril: Sorteo para determinar las posiciones de alianzas y partidos políticos en la papeleta.
- 9 de abril: Fecha límite para la presentación de listas de candidatos a diputados.
- 12 de abril: Finalización de los registros de votantes nacionales e internacionales.
- 27 de abril: Inicio de los procedimientos de votación en las puertas de aduanas y en el extranjero.
- 9 de mayo: Fecha límite para votar en el extranjero.
- 13 de mayo: Fin de la propaganda electoral e inicio del silencio electoral a las 18:00 horas.
- 14 de mayo: Día de las votaciones. Anuncio de los resultados provisionales de la elección presidencial a las 23:59.
- 19 de mayo: Anuncio de los resultados definitivos de las elecciones por parte del Consejo Supremo Electoral.

### Segunda vuelta
- 15 de mayo: Inicio de la propaganda electoral para la segunda vuelta de las elecciones presidenciales.
- 20 de mayo: Inicio de los procedimientos de votación en las puertas de aduanas y en el extranjero.
- 24 de mayo: Fecha límite para votar en el extranjero.
- 27 de mayo: Fin de la propaganda electoral e inicio del silencio electoral a las 18:00 horas.
- 28 de mayo: Día de las votaciones. Segunda vuelta de las elecciones presidenciales.
- 29 de mayo: Anuncio de los resultados provisionales de las elecciones presidenciales.
- 1 de junio: anuncio de los resultados finales de las elecciones presidenciales.

## Alianzas
| Alianzas | Alianzas                     | Miembros                                     | Miembros                                     | Ideologías                             | Asientos |
| -------- | ---------------------------- | -------------------------------------------- | -------------------------------------------- | -------------------------------------- | -------- |
| 1        | Alianza Popular              |                                              | Partido de la Justicia y el Desarrollo (AKP) | Conservadurismo nacionalista           | 336/600  |
| 1        | Alianza Popular              | Partido de Acción Nacionalista (MHP)         |                                              | Conservadurismo nacionalista           | 336/600  |
| 1        | Alianza Popular              | Gran Partido de la Unidad (BBP)              |                                              | Conservadurismo nacionalista           | 336/600  |
| 1        | Alianza Popular              | Nuevo Partido del Bienestar (YRP)            |                                              | Conservadurismo nacionalista           | 336/600  |
|          |                              |                                              |                                              |                                        |          |
| 2        | Alianza de la Nación         |                                              | Partido Republicano del Pueblo (CHP)         | Parlamentarismo                        | 175/600  |
| 2        | Alianza de la Nación         | Partido Bueno (İYİ)                          |                                              | Parlamentarismo                        | 175/600  |
| 2        | Alianza de la Nación         | Partido Democracia y Progreso (DEVA)         |                                              | Parlamentarismo                        | 175/600  |
| 2        | Alianza de la Nación         | Partido del Futuro (GP)                      |                                              | Parlamentarismo                        | 175/600  |
| 2        | Alianza de la Nación         | Partido del Futuro (SAADET)                  |                                              | Parlamentarismo                        | 175/600  |
| 2        | Alianza de la Nación         | Partido Demócrata (DP)                       |                                              | Parlamentarismo                        | 175/600  |
|          |                              |                                              |                                              |                                        |          |
| 3        | Alianza Trabajo y Libertad   |                                              | Partido de la Izquierda Verde (YSP)          | Derechos de las minorías               | 60/600   |
| 3        | Alianza Trabajo y Libertad   | Partido Democrático de los Pueblos (HDP)     |                                              | Derechos de las minorías               | 60/600   |
| 3        | Alianza Trabajo y Libertad   | Partido de los Trabajadores de Turquía (TİP) |                                              | Derechos de las minorías               | 60/600   |
| 3        | Alianza Trabajo y Libertad   | Partido del Trabajo (EMEP)                   |                                              | Derechos de las minorías               | 60/600   |
| 3        | Alianza Trabajo y Libertad   | Partido del Movimiento Laborista (LHP)       |                                              | Derechos de las minorías               | 60/600   |
| 3        | Alianza Trabajo y Libertad   | Partido de la Libertad Social (TÖP)          |                                              | Derechos de las minorías               | 60/600   |
| 3        | Alianza Trabajo y Libertad   | Partido de la Democracia Laboral (İDP)       |                                              | Derechos de las minorías               | 60/600   |
|          |                              |                                              |                                              |                                        |          |
| 4        | Alianza Ancestral            |                                              | Partido de la Victoria (ZP)                  | Kemalismo Nativismo Nacionalismo turco | 1/600    |
| 4        | Alianza Ancestral            | Partido de la Justicia (AP)                  |                                              | Kemalismo Nativismo Nacionalismo turco | 1/600    |
| 4        | Alianza Ancestral            | Partido Mi País (ÜP)                         |                                              | Kemalismo Nativismo Nacionalismo turco | 1/600    |
| 4        | Alianza Ancestral            | Partido de la Alianza de Turquía (TÜİP)      |                                              | Kemalismo Nativismo Nacionalismo turco | 1/600    |
|          |                              |                                              |                                              |                                        |          |
| 5        | Unión de Fuerzas Socialistas |                                              | Partido de la Libertad y Solidaridad (SOL)   | Comunismo                              | 0/600    |
| 5        | Unión de Fuerzas Socialistas | Partido Comunista de Turquía (TKP)           |                                              | Comunismo                              | 0/600    |
| 5        | Unión de Fuerzas Socialistas | Movimiento Comunista de Turquía (TKH)        |                                              | Comunismo                              | 0/600    |
| 5        | Unión de Fuerzas Socialistas | Movimiento Revolucionario (DH)               |                                              | Comunismo                              | 0/600    |

## Encuestas de opinión

### 2023

#### Campaña oficial
| Fecha               | Encuestadora                | Muestra             | Alianza Popular | Alianza Popular | Alianza Popular | Alianza Popular | Alianza Popular | Alianza de la Nación | Alianza de la Nación | Alianza de la Nación | Trabajo y Libertad | Trabajo y Libertad | Trabajo y Libertad | Ancestral | Sin alianzas | Sin alianzas | Ventaja |
| Fecha               | Encuestadora                | Muestra             | | | | | Total | | | Total | | | Total | | | Otros | Ventaja |
| Fecha               | Encuestadora                | Muestra             | AKP | MHP | BBP | YRP | Total | CHP | İYİ | Total | YSP | TİP | Total | ZP | MP | Otros | Ventaja |
| ------------------- | --------------------------- | ------------------- | --- | --- | --- | --- | --- | --- | --- | --- | --- | --- | --- | --- | --- | --- | --- |
| May                 | GENAR                       | –                   | 37.9 | 10.2 | – | 1.3 | 49.4 | 24.6 | 9.8 | 34.4 | 10.0 | 2.8 | 12.8 | 1.5 | 1.5 | 0.4 | 13.3 |
| 8–9 May             | Área                        | 3,000               | 36.8 | 8.3 | 0.2 | 1.2 | 46.5 | 30.0 | 8.6 | 38.6 | 10.3 | 2.0 | 12.3 | 1.3 | 1.1 | 0.2 | 6.8 |
| 20 Apr–9 May        | ADA                         | 65,000              | 39.6 | 9.7 | – | 1.5 | 50.8 | 26.3 | 7.2 | 33.5 | 10.3 | 2.2 | 12.5 | – | 1.4 | 1.9 | 13.3 |
| 4–8 May             | İvem                        | 4,020               | 40.6 | 8.2 | – | – | 48.8 | 29.6 | 7.8 | 37.4 | 9.9 | 1.0 | 10.9 | – | 1.2 | 1.7 | 11.0 |
| 6–7 May             | KONDA                       | 3,480               | 35.0 | 8.0 | 1.0 | 1.0 | 44.0 | 27.3 | 12.4 | 39.9 | 10.5 | 1.8 | 12.3 | – | – | 3.8 | 7.7 |
| 3–7 May             | SAROS                       | 8,164               | 36.6 | 6.6 | – | 0.7 | 43.9 | 31.5 | 8.6 | 40.1 | 11.9 | 1.3 | 13.2 | 0.7 | 0.7 | 1.3 | 5.1 |
| 27 Abr–5 May        | Avrasya                     | 5,600               | 35.1 | 7.9 | – | 1.1 | 44.1 | 33.0 | 8.6 | 41.6 | 9.7 | 1.5 | 11.2 | 0.9 | 1.1 | 1.1 | 2.1 |
| 26 Abr–4 May        | MAK / Kamuoyu Analizi       | 5,750               | 36.9 | 6.6 | 0.7 | 1.0 | 45.2 | 30.1 | 12.6 | 42.7 | 10.4 | 0.4 | 10.8 | 0.4 | 0.9 | 0.0 | 6.8 |
| 4 de mayo de 2023   | 4 de mayo de 2023           | 4 de mayo de 2023   | Entra en vigor una prohibición preelectoral de encuestas de opinión, diez días antes del día de las elecciones.                                      | Entra en vigor una prohibición preelectoral de encuestas de opinión, diez días antes del día de las elecciones.                                      | Entra en vigor una prohibición preelectoral de encuestas de opinión, diez días antes del día de las elecciones.                                      | Entra en vigor una prohibición preelectoral de encuestas de opinión, diez días antes del día de las elecciones.                                      | Entra en vigor una prohibición preelectoral de encuestas de opinión, diez días antes del día de las elecciones.                                      | Entra en vigor una prohibición preelectoral de encuestas de opinión, diez días antes del día de las elecciones.                                      | Entra en vigor una prohibición preelectoral de encuestas de opinión, diez días antes del día de las elecciones.                                      | Entra en vigor una prohibición preelectoral de encuestas de opinión, diez días antes del día de las elecciones.                                      | Entra en vigor una prohibición preelectoral de encuestas de opinión, diez días antes del día de las elecciones.                                      | Entra en vigor una prohibición preelectoral de encuestas de opinión, diez días antes del día de las elecciones.                                      | Entra en vigor una prohibición preelectoral de encuestas de opinión, diez días antes del día de las elecciones.                                      | Entra en vigor una prohibición preelectoral de encuestas de opinión, diez días antes del día de las elecciones.                                      | Entra en vigor una prohibición preelectoral de encuestas de opinión, diez días antes del día de las elecciones.                                      | Entra en vigor una prohibición preelectoral de encuestas de opinión, diez días antes del día de las elecciones.                                      | Entra en vigor una prohibición preelectoral de encuestas de opinión, diez días antes del día de las elecciones.                                      |
| 1–3 May             | Areda Survey / Yeni Şafak   | 16,740              | 41.9 | 8.6 | 0.4 | 1.4 | 52.3 | 26.2 | 6.7 | 32.9 | 8.7 | 1.3 | 10.0 | 1.7 | 2.8 | 0.3 | 15.7 |
| 2 May               | Polimetre                   | –                   | 29.8 | 7.1 | – | – | 36.9 | 33.6 | 10.9 | 44.5 | 12.1 | – | 12.1 | 2.8 | 1.3 | 1.9 | 3.8 |
| 28 Abr–2 May        | İvem                        | 4,156               | 43.3 | 4.1 | – | 1.5 | 47.4 | 28.9 | 8.4 | 37.3 | 10.4 | 1.3 | 11.7 | – | 1.6 | 2.0 | 14.4 |
| 27 Abr–2 May        | ASAL                        | 2,523               | 38.5 | 8.0 | – | 1.5 | 48.0 | 26.7 | 8.2 | 34.9 | 9.4 | 1.8 | 11.2 | – | 2.1 | 3.8 | 11.8 |
| 29 Abr–1 May        | ORC                         | 3,950               | 33.2 | 5.7 | 1.6 | 1.3 | 41.8 | 28.0 | 15.5 | 43.5 | 9.6 | 2.0 | 11.6 | – | 1.9 | 1.2 | 5.2 |
| 25–30 Abr           | SAROS                       | 7,284               | 38.7 | 5.9 | – | 1.0 | 45.6 | 32.8 | 7.9 | 40.7 | 9.3 | 1.6 | 10.9 | 0.5 | 1.5 | 0.9 | 5.9 |
| 26–29 Abr           | ADA                         | 3,278               | 39.3 | 8.8 | – | 1.4 | 49.5 | 26.9 | 7.3 | 34.2 | 9.2 | 2.4 | 11.6 | – | 2.5 | 2.2 | 12.4 |
| 25–29 Abr           | Optimar                     | 3,005               | 38.6 | 7.7 | 1.0 | 1.0 | 48.3 | 30.1 | 7.0 | 37.1 | 7.8 | 1.3 | 9.1 | 0.9 | 4.0 | 0.7 | 8.5 |
| 26–28 Abr           | Aksoy                       | 1,537               | 34.7 | 6.8 | – | – | 41.5 | 32.1 | 9.0 | 41.1 | 9.6 | 1.9 | 10.5 | – | – | 5.9 | 2.6 |
| 24–28 Abr           | Sosyo Politik               | 1,569               | 32.3 | 6.1 | – | – | 38.4 | 33.8 | 11.3 | 45.1 | 11.7 | 1.1 | 12.8 | 2.0 | 1.4 | 0.3 | 1.5 |
| 25–27 Abr           | Areda Survey                | 14,193              | 41.3 | 8.8 | 0.4 | 1.5 | 52.0 | 26.0 | 7.0 | 33.0 | 8.7 | 1.7 | 10.4 | 1.4 | 2.8 | 0.4 | 15.3 |
| 23–26 Abr           | TEAM                        | 3,054               | 35.9 | 7.5 | 0.3 | 1.1 | 44.8 | 27.6 | 11.5 | 39.1 | 11.2 | 1.2 | 12.4 | 0.2 | 3.0 | 0.6 | 8.3 |
| 17–25 Abr           | TÜSİAR                      | 4,223               | 37.6 | 8.5 | 0.5 | 2.1 | 48.7 | 26.8 | 8.7 | 35.5 | 9.3 | 1.8 | 11.1 | 1.0 | 2.6 | 1.2 | 10.8 |
| ?–25 Abr            | Bulgu / Sözcü               | 2,400               | 34.6 | 5.3 | 0.4 | 1.5 | 41.8 | 33.8 | 8.3 | 42.1 | 8.7 | 2.3 | 11.0 | 0.4 | 4.0 | 0.5 | 0.8 |
| 17–24 Abr           | Artıbir                     | 1,500               | 32.3 | 6.4 | 0.9 | 2.2 | 41.8 | 31.4 | 10.2 | 41.6 | 11.9 | 1.3 | 13.2 | 0.3 | 3.1 | 0.0 | 0.9 |
| 19–22 Abr           | ORC                         | 3,920               | 32.8 | 6.3 | – | 1.2 | 40.3 | 28.6 | 15.1 | 43.7 | 9.3 | 1.4 | 10.7 | 0.9 | 2.7 | 1.7 | 4.2 |
| 15–20 Abr           | Areda Survey / Yeni Şafak   | 17,400              | 41.1 | 8.8 | 0.4 | 1.5 | 51.8 | 25.4 | 6.9 | 32.3 | 10.1 | 1.1 | 11.2 | 1.1 | 3.3 | 0.3 | 15.7 |
| 12–20 Abr           | Area                        | 10,277              | 36.5 | 8.4 | 0.2 | 1.1 | 46.1 | 30.1 | 8.3 | 38.3 | 10.7 | 1.5 | 12.3 | – | – | 3.3 | 6.4 |
| Abr                 | Genar / En Sor Haber        | –                   | 39.1 | 7.3 | – | 1.6 | 48.0 | 26.2 | 7.4 | 33.6 | 10.6 | 2.7 | 13.3 | – | 2.6 | 2.5 | 12.9 |
| 14–16 Abr           | Yöneylem                    | 2,422               | 35.8 | 7.4 | – | 0.5 | 43.7 | 30.4 | 9.2 | 39.6 | 10.3 | 2.2 | 12.5 | – | 2.6 | 1.6 | 5.4 |
| Abr                 | Aksoy                       | 1,067               | 31.1 | 7.5 | – | – | 38.6 | 30.6 | 11.4 | 42.0 | 10.5 | 2.5 | 13.0 | – | – | 6.4 | 0.5 |
| 10–16 Abr           | SONAR                       | 4,541               | 38.2 | 7.1 | – | – | 45.3 | 24.2 | 13.4 | 37.6 | 10.1 | – | 10.1 | – | 4.1 | 2.9 | 14.0 |
| 10–16 Abr           | MAK                         | 5,750               | 35.8 | 7.2 | 1.2 | 1.4 | 45.6 | 29.1 | 11.7 | 40.8 | 9.5 | 1.4 | 10.9 | 0.8 | 1.2 | 0.7 | 6.7 |
| 5–15 Abr            | HBS                         | 5,100               | 35.5 | 7.5 | – | – | 43.0 | 27.5 | 12.9 | 40.4 | 10.9 | – | 10.9 | – | 2.2 | 3.5 | 8.0 |
| 12–14 Abr           | Areda Survey                | 10,136              | 40.4 | 8.8 | 0.3 | 1.6 | 51.1 | 25.5 | 7.6 | 33.1 | 10.3 | 0.9 | 11.2 | 1.0 | 3.1 | 0.5 | 14.9 |
| 9–14 Abr            | TAG                         | 2,100               | 29.7 | 6.4 | – | – | 36.1 | 30.8 | 15.8 | 46.6 | 9.8 | 1.2 | 11.0 | 1.1 | 2.4 | 2.8 | 1.1 |
| 8–12 Abr            | ALF                         | 2,340               | 33.1 | 6.6 | – | – | 39.7 | 30.2 | 13.2 | 43.4 | 10.1 | – | 10.1 | – | 4.3 | 2.5 | 2.9 |
| Abr                 | AR-G / Anketler ve Raporlar | 1,984               | 31.1 | 6.7 | – | 2.2 | 40.0 | 29.8 | 13.6 | 43.4 | 10.7 | 1.8 | 12.5 | 0.9 | 2.1 | 1.1 | 1.3 |
| 7–11 Abr            | ORC                         | 5,400               | 31.6 | 6.2 | 1.6 | – | 39.4 | 28.5 | 14.3 | 42.8 | 8.8 | 2.0 | 10.8 | 1.4 | 4.1 | 1.5 | 3.1 |
| 6-10 Abr            | Avrasya / 23 DERECE         | 2,410               | 34.4 | 6.8 | – | – | 41.2 | 33.3 | 9.2 | 42.5 | 9.5 | – | 9.5 | – | 3.6 | 3.2 | 1.1 |
| 10 de abril de 2023 | 10 de abril de 2023         | 10 de abril de 2023 | El Partido Independiente de Turquía se retira de las elecciones apoyando a la Alianza de la Nación.                                                  | El Partido Independiente de Turquía se retira de las elecciones apoyando a la Alianza de la Nación.                                                  | El Partido Independiente de Turquía se retira de las elecciones apoyando a la Alianza de la Nación.                                                  | El Partido Independiente de Turquía se retira de las elecciones apoyando a la Alianza de la Nación.                                                  | El Partido Independiente de Turquía se retira de las elecciones apoyando a la Alianza de la Nación.                                                  | El Partido Independiente de Turquía se retira de las elecciones apoyando a la Alianza de la Nación.                                                  | El Partido Independiente de Turquía se retira de las elecciones apoyando a la Alianza de la Nación.                                                  | El Partido Independiente de Turquía se retira de las elecciones apoyando a la Alianza de la Nación.                                                  | El Partido Independiente de Turquía se retira de las elecciones apoyando a la Alianza de la Nación.                                                  | El Partido Independiente de Turquía se retira de las elecciones apoyando a la Alianza de la Nación.                                                  | El Partido Independiente de Turquía se retira de las elecciones apoyando a la Alianza de la Nación.                                                  | El Partido Independiente de Turquía se retira de las elecciones apoyando a la Alianza de la Nación.                                                  | El Partido Independiente de Turquía se retira de las elecciones apoyando a la Alianza de la Nación.                                                  | El Partido Independiente de Turquía se retira de las elecciones apoyando a la Alianza de la Nación.                                                  | El Partido Independiente de Turquía se retira de las elecciones apoyando a la Alianza de la Nación.                                                  |
| 9 de abril de 2023  | 9 de abril de 2023          | 9 de abril de 2023  | El Partido por el Cambio en Turquía decide postularse en las listas del Partido Republicano del Pueblo.                                              | El Partido por el Cambio en Turquía decide postularse en las listas del Partido Republicano del Pueblo.                                              | El Partido por el Cambio en Turquía decide postularse en las listas del Partido Republicano del Pueblo.                                              | El Partido por el Cambio en Turquía decide postularse en las listas del Partido Republicano del Pueblo.                                              | El Partido por el Cambio en Turquía decide postularse en las listas del Partido Republicano del Pueblo.                                              | El Partido por el Cambio en Turquía decide postularse en las listas del Partido Republicano del Pueblo.                                              | El Partido por el Cambio en Turquía decide postularse en las listas del Partido Republicano del Pueblo.                                              | El Partido por el Cambio en Turquía decide postularse en las listas del Partido Republicano del Pueblo.                                              | El Partido por el Cambio en Turquía decide postularse en las listas del Partido Republicano del Pueblo.                                              | El Partido por el Cambio en Turquía decide postularse en las listas del Partido Republicano del Pueblo.                                              | El Partido por el Cambio en Turquía decide postularse en las listas del Partido Republicano del Pueblo.                                              | El Partido por el Cambio en Turquía decide postularse en las listas del Partido Republicano del Pueblo.                                              | El Partido por el Cambio en Turquía decide postularse en las listas del Partido Republicano del Pueblo.                                              | El Partido por el Cambio en Turquía decide postularse en las listas del Partido Republicano del Pueblo.                                              | El Partido por el Cambio en Turquía decide postularse en las listas del Partido Republicano del Pueblo.                                              |
| 7 de abril de 2023  | 7 de abril de 2023          | 7 de abril de 2023  | El Partido de la Izquierda Democrática decide postularse en las listas del Partido de la Justicia y el Desarrollo.                                   | El Partido de la Izquierda Democrática decide postularse en las listas del Partido de la Justicia y el Desarrollo.                                   | El Partido de la Izquierda Democrática decide postularse en las listas del Partido de la Justicia y el Desarrollo.                                   | El Partido de la Izquierda Democrática decide postularse en las listas del Partido de la Justicia y el Desarrollo.                                   | El Partido de la Izquierda Democrática decide postularse en las listas del Partido de la Justicia y el Desarrollo.                                   | El Partido de la Izquierda Democrática decide postularse en las listas del Partido de la Justicia y el Desarrollo.                                   | El Partido de la Izquierda Democrática decide postularse en las listas del Partido de la Justicia y el Desarrollo.                                   | El Partido de la Izquierda Democrática decide postularse en las listas del Partido de la Justicia y el Desarrollo.                                   | El Partido de la Izquierda Democrática decide postularse en las listas del Partido de la Justicia y el Desarrollo.                                   | El Partido de la Izquierda Democrática decide postularse en las listas del Partido de la Justicia y el Desarrollo.                                   | El Partido de la Izquierda Democrática decide postularse en las listas del Partido de la Justicia y el Desarrollo.                                   | El Partido de la Izquierda Democrática decide postularse en las listas del Partido de la Justicia y el Desarrollo.                                   | El Partido de la Izquierda Democrática decide postularse en las listas del Partido de la Justicia y el Desarrollo.                                   | El Partido de la Izquierda Democrática decide postularse en las listas del Partido de la Justicia y el Desarrollo.                                   | El Partido de la Izquierda Democrática decide postularse en las listas del Partido de la Justicia y el Desarrollo.                                   |
| 1–7 Abr             | Optimar                     | 4,745               | 38.0 | 6.6 | – | – | 44.6 | 28.2 | 6.8 | 35.0 | 9.2 | 1.9 | 11.1 | – | 3.8 | 5.5 | 9.8 |
| 6 de abril de 2023  | 6 de abril de 2023          | 6 de abril de 2023  | El Partido de la Felicidad, el Partido Democracia y Progreso, el Partido del Futuro y el Partido Demócrata deciden postularse en las listas del CHP. | El Partido de la Felicidad, el Partido Democracia y Progreso, el Partido del Futuro y el Partido Demócrata deciden postularse en las listas del CHP. | El Partido de la Felicidad, el Partido Democracia y Progreso, el Partido del Futuro y el Partido Demócrata deciden postularse en las listas del CHP. | El Partido de la Felicidad, el Partido Democracia y Progreso, el Partido del Futuro y el Partido Demócrata deciden postularse en las listas del CHP. | El Partido de la Felicidad, el Partido Democracia y Progreso, el Partido del Futuro y el Partido Demócrata deciden postularse en las listas del CHP. | El Partido de la Felicidad, el Partido Democracia y Progreso, el Partido del Futuro y el Partido Demócrata deciden postularse en las listas del CHP. | El Partido de la Felicidad, el Partido Democracia y Progreso, el Partido del Futuro y el Partido Demócrata deciden postularse en las listas del CHP. | El Partido de la Felicidad, el Partido Democracia y Progreso, el Partido del Futuro y el Partido Demócrata deciden postularse en las listas del CHP. | El Partido de la Felicidad, el Partido Democracia y Progreso, el Partido del Futuro y el Partido Demócrata deciden postularse en las listas del CHP. | El Partido de la Felicidad, el Partido Democracia y Progreso, el Partido del Futuro y el Partido Demócrata deciden postularse en las listas del CHP. | El Partido de la Felicidad, el Partido Democracia y Progreso, el Partido del Futuro y el Partido Demócrata deciden postularse en las listas del CHP. | El Partido de la Felicidad, el Partido Democracia y Progreso, el Partido del Futuro y el Partido Demócrata deciden postularse en las listas del CHP. | El Partido de la Felicidad, el Partido Democracia y Progreso, el Partido del Futuro y el Partido Demócrata deciden postularse en las listas del CHP. | El Partido de la Felicidad, el Partido Democracia y Progreso, el Partido del Futuro y el Partido Demócrata deciden postularse en las listas del CHP. | El Partido de la Felicidad, el Partido Democracia y Progreso, el Partido del Futuro y el Partido Demócrata deciden postularse en las listas del CHP. |

#### Antes de la publicación de la lista oficial de partidos
| Fecha                | Encuestadora                                             | Muestra              | Alianza Popular | Alianza Popular                                                                               | Alianza Popular                                                                               | Alianza Popular                                                                               | Alianza Popular                                                                               | Alianza de la Nación                                                                          | Alianza de la Nación                                                                          | Alianza de la Nación                                                                          | Alianza de la Nación                                                                          | Alianza de la Nación                                                                          | Alianza de la Nación                                                                          | Alianza de la Nación                                                                          | Trabajo y Libertad                                                                            | Trabajo y Libertad                                                                            | Trabajo y Libertad                                                                            | Ancestral                                                                                     | Sin alianzas                                                                                  | Sin alianzas                                                                                  | Sin alianzas                                                                                  | Sin alianzas                                                                                  | Ventaja                                                                                       |
| Fecha                | Encuestadora                                             | Muestra              | |                                                                                               |                                                                                               |                                                                                               | Total                                                                                         |                                                                                               |                                                                                               |                                                                                               |                                                                                               |                                                                                               |                                                                                               | Total                                                                                         |                                                                                               |                                                                                               | Total                                                                                         |                                                                                               |                                                                                               |                                                                                               |                                                                                               | Otros                                                                                         | Ventaja                                                                                       |
| Fecha                | Encuestadora                                             | Muestra              | AKP | MHP                                                                                           | BBP                                                                                           | YRP                                                                                           | Total                                                                                         | CHP                                                                                           | İYİ                                                                                           | SP                                                                                            | DEVA                                                                                          | GP                                                                                            | DP                                                                                            | Total                                                                                         | HDP                                                                                           | TİP                                                                                           | Total                                                                                         | ZP                                                                                            | MP                                                                                            | TDP                                                                                           | BTP                                                                                           | Otros                                                                                         | Ventaja                                                                                       |
| -------------------- | -------------------------------------------------------- | -------------------- | --- | --------------------------------------------------------------------------------------------- | --------------------------------------------------------------------------------------------- | --------------------------------------------------------------------------------------------- | --------------------------------------------------------------------------------------------- | --------------------------------------------------------------------------------------------- | --------------------------------------------------------------------------------------------- | --------------------------------------------------------------------------------------------- | --------------------------------------------------------------------------------------------- | --------------------------------------------------------------------------------------------- | --------------------------------------------------------------------------------------------- | --------------------------------------------------------------------------------------------- | --------------------------------------------------------------------------------------------- | --------------------------------------------------------------------------------------------- | --------------------------------------------------------------------------------------------- | --------------------------------------------------------------------------------------------- | --------------------------------------------------------------------------------------------- | --------------------------------------------------------------------------------------------- | --------------------------------------------------------------------------------------------- | --------------------------------------------------------------------------------------------- | --------------------------------------------------------------------------------------------- |
| Apr                  | SAROS / Burhan Merhan Eptemli                            | 10,729               | 37.8 | 6.3                                                                                           | 0.4                                                                                           | 0.3                                                                                           | 44.8                                                                                          | 26.4                                                                                          | 8.5                                                                                           | 0.6                                                                                           | 1.4                                                                                           | 0.1                                                                                           | 0.3                                                                                           | 37.3                                                                                          | 11.8                                                                                          | 0.7                                                                                           | 12.5                                                                                          | 0.4                                                                                           | 2.5                                                                                           | –                                                                                             | –                                                                                             | 2.3                                                                                           | 11.4                                                                                          |
| 25 Mar–2 Abr         | ASAL                                                     | 2,147                | 38.8 | 7.4                                                                                           | –                                                                                             | –                                                                                             | 46.2                                                                                          | 23.2                                                                                          | 8.9                                                                                           | –                                                                                             | –                                                                                             | –                                                                                             | –                                                                                             | 32.1                                                                                          | 10.3                                                                                          | –                                                                                             | 10.3                                                                                          | –                                                                                             | 4.2                                                                                           | –                                                                                             | –                                                                                             | 7.2                                                                                           | 15.6                                                                                          |
| 25–30 Mar            | TAG                                                      | 1,900                | 31.6 | 4.3                                                                                           | –                                                                                             | –                                                                                             | 35.9                                                                                          | 27.8                                                                                          | 15.6                                                                                          | –                                                                                             | 3.2                                                                                           | 1.4                                                                                           | –                                                                                             | 48.0                                                                                          | 9.7                                                                                           | –                                                                                             | 9.7                                                                                           | 0.9                                                                                           | 1.3                                                                                           | –                                                                                             | –                                                                                             | 4.2                                                                                           | 3.8                                                                                           |
| 27–29 Mar            | Yöneylem                                                 | 2,655                | 35.0 | 6.3                                                                                           | –                                                                                             | 1.1                                                                                           | 42.4                                                                                          | 27.6                                                                                          | 9.5                                                                                           | –                                                                                             | 0.9                                                                                           | –                                                                                             | –                                                                                             | 38.0                                                                                          | 9.3                                                                                           | 3.3                                                                                           | 12.6                                                                                          | 1.0                                                                                           | 4.5                                                                                           | –                                                                                             | –                                                                                             | 1.5                                                                                           | 7.4                                                                                           |
| 24 de marzo de 2023  | 24 de marzo de 2023                                      | 24 de marzo de 2023  | El Partido Causa Libre decide postularse en las listas del Partido Justicia y Desarrollo.                                                                                         | El Partido Causa Libre decide postularse en las listas del Partido Justicia y Desarrollo.     | El Partido Causa Libre decide postularse en las listas del Partido Justicia y Desarrollo.     | El Partido Causa Libre decide postularse en las listas del Partido Justicia y Desarrollo.     | El Partido Causa Libre decide postularse en las listas del Partido Justicia y Desarrollo.     | El Partido Causa Libre decide postularse en las listas del Partido Justicia y Desarrollo.     | El Partido Causa Libre decide postularse en las listas del Partido Justicia y Desarrollo.     | El Partido Causa Libre decide postularse en las listas del Partido Justicia y Desarrollo.     | El Partido Causa Libre decide postularse en las listas del Partido Justicia y Desarrollo.     | El Partido Causa Libre decide postularse en las listas del Partido Justicia y Desarrollo.     | El Partido Causa Libre decide postularse en las listas del Partido Justicia y Desarrollo.     | El Partido Causa Libre decide postularse en las listas del Partido Justicia y Desarrollo.     | El Partido Causa Libre decide postularse en las listas del Partido Justicia y Desarrollo.     | El Partido Causa Libre decide postularse en las listas del Partido Justicia y Desarrollo.     | El Partido Causa Libre decide postularse en las listas del Partido Justicia y Desarrollo.     | El Partido Causa Libre decide postularse en las listas del Partido Justicia y Desarrollo.     | El Partido Causa Libre decide postularse en las listas del Partido Justicia y Desarrollo.     | El Partido Causa Libre decide postularse en las listas del Partido Justicia y Desarrollo.     | El Partido Causa Libre decide postularse en las listas del Partido Justicia y Desarrollo.     | El Partido Causa Libre decide postularse en las listas del Partido Justicia y Desarrollo.     | El Partido Causa Libre decide postularse en las listas del Partido Justicia y Desarrollo.     |
| 24 de marzo de 2023  | 24 de marzo de 2023                                      | 24 de marzo de 2023  | El Partido Democrático de los Pueblos, el Partido del Movimiento Laborista y el Partido de la Libertad Social deciden postularse en las listas del Partido de la Izquierda Verde. |                                                                                               |                                                                                               |                                                                                               |                                                                                               |                                                                                               |                                                                                               |                                                                                               |                                                                                               |                                                                                               |                                                                                               |                                                                                               |                                                                                               |                                                                                               |                                                                                               |                                                                                               |                                                                                               |                                                                                               |                                                                                               |                                                                                               |                                                                                               |
| 24 de marzo de 2023  | 24 de marzo de 2023                                      | 24 de marzo de 2023  | El Nuevo Partido del Bienestar se une a la Alianza Popular para las elecciones de 2023.                                                                                           |                                                                                               |                                                                                               |                                                                                               |                                                                                               |                                                                                               |                                                                                               |                                                                                               |                                                                                               |                                                                                               |                                                                                               |                                                                                               |                                                                                               |                                                                                               |                                                                                               |                                                                                               |                                                                                               |                                                                                               |                                                                                               |                                                                                               |                                                                                               |
| 13–21 Mar            | Artıbir / Kamuoyu Analizi                                | 1,500                | 31.1 | 5.7                                                                                           | –                                                                                             | 1.3                                                                                           | 36.8                                                                                          | 27.9                                                                                          | 12.2                                                                                          | 1.0                                                                                           | 2.6                                                                                           | 1.2                                                                                           | –                                                                                             | 44.9                                                                                          | 11.6                                                                                          | 1.0                                                                                           | 12.6                                                                                          | 0.3                                                                                           | 3.2                                                                                           | –                                                                                             | 0.9                                                                                           | 0.0                                                                                           | 3.2                                                                                           |
| 18–20 Mar            | Yöneylem                                                 | 2,400                | 35.1 | 6.9                                                                                           | –                                                                                             | 1.6                                                                                           | 42.0                                                                                          | 28.1                                                                                          | 9.3                                                                                           | –                                                                                             | 0.5                                                                                           | –                                                                                             | –                                                                                             | 37.9                                                                                          | 9.8                                                                                           | 3.3                                                                                           | 13.1                                                                                          | 0.9                                                                                           | 3.6                                                                                           | –                                                                                             | –                                                                                             | 1.0                                                                                           | 7.0                                                                                           |
| Mar                  | SAROS                                                    | 10,826               | 36.7 | 6.1                                                                                           | –                                                                                             | 0.8                                                                                           | 42.8                                                                                          | 26.5                                                                                          | 10.5                                                                                          | 0.6                                                                                           | 1.3                                                                                           | 0.5                                                                                           | –                                                                                             | 39.4                                                                                          | 12.3                                                                                          | 0.3                                                                                           | 12.6                                                                                          | –                                                                                             | 3.0                                                                                           | –                                                                                             | –                                                                                             | 1.4                                                                                           | 10.2                                                                                          |
| Mar                  | Themis / Haber 3                                         | 1,459                | 27.5 | 3.6                                                                                           | 0.2                                                                                           | 2.2                                                                                           | 31.3                                                                                          | 30.8                                                                                          | 9.7                                                                                           | 1.1                                                                                           | 2.4                                                                                           | 1.1                                                                                           | –                                                                                             | 45.1                                                                                          | 9.7                                                                                           | 3.1                                                                                           | 12.8                                                                                          | 8.5                                                                                           | 2.3                                                                                           | 1.1                                                                                           | –                                                                                             | 0.2                                                                                           | 3.3                                                                                           |
| 13–18 Mar            | Optimar / Hilmi Daşdemir                                 | 1,916                | 38.4 | 7.7                                                                                           | 0.9                                                                                           | 1.0                                                                                           | 47.0                                                                                          | 25.9                                                                                          | 7.8                                                                                           | 0.3                                                                                           | 0.3                                                                                           | 0.3                                                                                           | –                                                                                             | 34.6                                                                                          | 9.5                                                                                           | 0.7                                                                                           | 10.2                                                                                          | 0.3                                                                                           | 6.2                                                                                           | –                                                                                             | –                                                                                             | 0.4                                                                                           | 12.5                                                                                          |
| 12–17 Mar            | Avrasya                                                  | 2,560                | 29.1 | 7.0                                                                                           | –                                                                                             | 1.5                                                                                           | 36.1                                                                                          | 31.9                                                                                          | 10.5                                                                                          | 0.9                                                                                           | 2.1                                                                                           | 0.8                                                                                           | 0.5                                                                                           | 46.7                                                                                          | 10.2                                                                                          | 1.6                                                                                           | 11.8                                                                                          | 1.0                                                                                           | 1.6                                                                                           | –                                                                                             | –                                                                                             | 1.3                                                                                           | 2.8                                                                                           |
| 11–15 Mar            | Bulgu                                                    | 1,800                | 32.7 | 7.1                                                                                           | 0.1                                                                                           | 0.7                                                                                           | 39.9                                                                                          | 26.8                                                                                          | 12.5                                                                                          | 0.9                                                                                           | 0.9                                                                                           | 0.2                                                                                           | –                                                                                             | 41.3                                                                                          | 10.2                                                                                          | 1.6                                                                                           | 11.9                                                                                          | –                                                                                             | 5.5                                                                                           | –                                                                                             | 0.2                                                                                           | 0.2                                                                                           | 5.9                                                                                           |
| 11–15 Mar            | ORC Archivado el 25 de marzo de 2023 en Wayback Machine. | 4,540                | 28.1 | 6.3                                                                                           | –                                                                                             | 1.2                                                                                           | 34.4                                                                                          | 28.3                                                                                          | 11.7                                                                                          | –                                                                                             | 2.0                                                                                           | 2.5                                                                                           | –                                                                                             | 44.5                                                                                          | 9.3                                                                                           | 1.5                                                                                           | 10.8                                                                                          | 1.5                                                                                           | 2.3                                                                                           | 1.3                                                                                           | 1.0                                                                                           | 1.4                                                                                           | 0.2                                                                                           |
| 8–15 Mar             | MAK                                                      | 5,750                | 34.2 | 6.3                                                                                           | 0.4                                                                                           | 1.3                                                                                           | 40.9                                                                                          | 26.0                                                                                          | 13.6                                                                                          | 0.9                                                                                           | 2.1                                                                                           | 1.0                                                                                           | 0.4                                                                                           | 44.0                                                                                          | 9.3                                                                                           | –                                                                                             | 9.3                                                                                           | 1.0                                                                                           | 1.0                                                                                           | 0.1                                                                                           | 1.2                                                                                           | 1.2                                                                                           | 8.2                                                                                           |
| 7–15 Mar             | Pusula                                                   | 7,410                | 29.3 | 6.1                                                                                           | –                                                                                             | 1.5                                                                                           | 35.4                                                                                          | 24.9                                                                                          | 11.4                                                                                          | 1.1                                                                                           | 2.2                                                                                           | 0.8                                                                                           | –                                                                                             | 40.4                                                                                          | 10.5                                                                                          | 0.8                                                                                           | 11.3                                                                                          | 1.7                                                                                           | 7.8                                                                                           | –                                                                                             | 0.9                                                                                           | 1.0                                                                                           | 4.4                                                                                           |
| Mar                  | AR-G / T24                                               | 1,472                | 31.4 | 6.6                                                                                           | –                                                                                             | –                                                                                             | 38.3                                                                                          | 27.6                                                                                          | 12.9                                                                                          | 1.3                                                                                           | 1.6                                                                                           | 0.9                                                                                           | 0.4                                                                                           | 44.7                                                                                          | 12.1                                                                                          | –                                                                                             | 12.1                                                                                          | 1.1                                                                                           | 1.3                                                                                           | –                                                                                             | –                                                                                             | 2.8                                                                                           | 3.8                                                                                           |
| 10–13 Mar            | EuroPoll / Sözcü                                         | 2,544                | 29.8 | 7.6                                                                                           | –                                                                                             | –                                                                                             | 37.4                                                                                          | 31.9                                                                                          | 8.8                                                                                           | –                                                                                             | 2.6                                                                                           | 3.4                                                                                           | –                                                                                             | 45.7                                                                                          | 11.3                                                                                          | –                                                                                             | 11.3                                                                                          | –                                                                                             | –                                                                                             | –                                                                                             | 1.9                                                                                           | 3.0                                                                                           | 2.1                                                                                           |
| 11 de marzo de 2023  | 11 de marzo de 2023                                      | 11 de marzo de 2023  | Se forma Alianza Ancestral. | Se forma Alianza Ancestral.                                                                   | Se forma Alianza Ancestral.                                                                   | Se forma Alianza Ancestral.                                                                   | Se forma Alianza Ancestral.                                                                   | Se forma Alianza Ancestral.                                                                   | Se forma Alianza Ancestral.                                                                   | Se forma Alianza Ancestral.                                                                   | Se forma Alianza Ancestral.                                                                   | Se forma Alianza Ancestral.                                                                   | Se forma Alianza Ancestral.                                                                   | Se forma Alianza Ancestral.                                                                   | Se forma Alianza Ancestral.                                                                   | Se forma Alianza Ancestral.                                                                   | Se forma Alianza Ancestral.                                                                   | Se forma Alianza Ancestral.                                                                   | Se forma Alianza Ancestral.                                                                   | Se forma Alianza Ancestral.                                                                   | Se forma Alianza Ancestral.                                                                   | Se forma Alianza Ancestral.                                                                   | Se forma Alianza Ancestral.                                                                   |
| 11 de marzo de 2023  | 11 de marzo de 2023                                      | 11 de marzo de 2023  | El Partido Causa Libre anuncia que apoyará a la Alianza Popular para las elecciones presidenciales turcas de 2023.                                                                |                                                                                               |                                                                                               |                                                                                               |                                                                                               |                                                                                               |                                                                                               |                                                                                               |                                                                                               |                                                                                               |                                                                                               |                                                                                               |                                                                                               |                                                                                               |                                                                                               |                                                                                               |                                                                                               |                                                                                               |                                                                                               |                                                                                               |                                                                                               |
| 7–10 Mar             | ADA                                                      | 3,121                | 40.2 | 7.1                                                                                           | 0.4                                                                                           | 2.0                                                                                           | 47.7                                                                                          | 24.2                                                                                          | 7.2                                                                                           | 0.4                                                                                           | 0.6                                                                                           | –                                                                                             | –                                                                                             | 32.4                                                                                          | 9.6                                                                                           | 1.9                                                                                           | 11.5                                                                                          | 0.8                                                                                           | 4.6                                                                                           | –                                                                                             | –                                                                                             | 1.0                                                                                           | 16.0                                                                                          |
| 6–9 Mar              | İEA                                                      | 2,000                | 35.4 | 5.9                                                                                           | –                                                                                             | 1.3                                                                                           | 41.3                                                                                          | 27.4                                                                                          | 10.3                                                                                          | 0.3                                                                                           | 0.7                                                                                           | –                                                                                             | –                                                                                             | 38.7                                                                                          | 10.2                                                                                          | 1.5                                                                                           | 11.7                                                                                          | –                                                                                             | 5.6                                                                                           | –                                                                                             | –                                                                                             | 0.4                                                                                           | 8.0                                                                                           |
| 8 Mar                | Aksoy                                                    | 1,537                | 31.0 | 7.2                                                                                           | –                                                                                             | –                                                                                             | 38.2                                                                                          | 28.4                                                                                          | 12.0                                                                                          | 1.4                                                                                           | 1.4                                                                                           | 0.9                                                                                           | –                                                                                             | 44.1                                                                                          | 10.3                                                                                          | 1.1                                                                                           | 11.4                                                                                          | –                                                                                             | –                                                                                             | –                                                                                             | –                                                                                             | 6.3                                                                                           | 2.6                                                                                           |
| Mar                  | Piar                                                     | 1,460                | 30.8 | 7.1                                                                                           | –                                                                                             | –                                                                                             | 37.9                                                                                          | 32.3                                                                                          | 8.3                                                                                           | –                                                                                             | 2.1                                                                                           | 3.7                                                                                           | –                                                                                             | 46.4                                                                                          | 11.6                                                                                          | –                                                                                             | 11.6                                                                                          | –                                                                                             | –                                                                                             | –                                                                                             | 1.8                                                                                           | 2.3                                                                                           | 1.5                                                                                           |
| 6–7 Mar              | ALF                                                      | 1,770                | 31.0 | 6.5                                                                                           | –                                                                                             | 1.9                                                                                           | 37.5                                                                                          | 31.8                                                                                          | 8.9                                                                                           | –                                                                                             | 1.5                                                                                           | 1.3                                                                                           | –                                                                                             | 43.5                                                                                          | 11.3                                                                                          | –                                                                                             | 11.3                                                                                          | 1.6                                                                                           | 2.2                                                                                           | –                                                                                             | –                                                                                             | 2.0                                                                                           | 0.8                                                                                           |
| 6 de marzo de 2023   | 6 de marzo de 2023                                       | 6 de marzo de 2023   | La Alianza de la Nación anuncia a Kemal Kılıçdaroğlu como su candidato presidencial conjunto.                                                                                     | La Alianza de la Nación anuncia a Kemal Kılıçdaroğlu como su candidato presidencial conjunto. | La Alianza de la Nación anuncia a Kemal Kılıçdaroğlu como su candidato presidencial conjunto. | La Alianza de la Nación anuncia a Kemal Kılıçdaroğlu como su candidato presidencial conjunto. | La Alianza de la Nación anuncia a Kemal Kılıçdaroğlu como su candidato presidencial conjunto. | La Alianza de la Nación anuncia a Kemal Kılıçdaroğlu como su candidato presidencial conjunto. | La Alianza de la Nación anuncia a Kemal Kılıçdaroğlu como su candidato presidencial conjunto. | La Alianza de la Nación anuncia a Kemal Kılıçdaroğlu como su candidato presidencial conjunto. | La Alianza de la Nación anuncia a Kemal Kılıçdaroğlu como su candidato presidencial conjunto. | La Alianza de la Nación anuncia a Kemal Kılıçdaroğlu como su candidato presidencial conjunto. | La Alianza de la Nación anuncia a Kemal Kılıçdaroğlu como su candidato presidencial conjunto. | La Alianza de la Nación anuncia a Kemal Kılıçdaroğlu como su candidato presidencial conjunto. | La Alianza de la Nación anuncia a Kemal Kılıçdaroğlu como su candidato presidencial conjunto. | La Alianza de la Nación anuncia a Kemal Kılıçdaroğlu como su candidato presidencial conjunto. | La Alianza de la Nación anuncia a Kemal Kılıçdaroğlu como su candidato presidencial conjunto. | La Alianza de la Nación anuncia a Kemal Kılıçdaroğlu como su candidato presidencial conjunto. | La Alianza de la Nación anuncia a Kemal Kılıçdaroğlu como su candidato presidencial conjunto. | La Alianza de la Nación anuncia a Kemal Kılıçdaroğlu como su candidato presidencial conjunto. | La Alianza de la Nación anuncia a Kemal Kılıçdaroğlu como su candidato presidencial conjunto. | La Alianza de la Nación anuncia a Kemal Kılıçdaroğlu como su candidato presidencial conjunto. | La Alianza de la Nación anuncia a Kemal Kılıçdaroğlu como su candidato presidencial conjunto. |
| 23–27 Feb            | Areda Survey / Yeni Şafak                                | 3,000                | 38.5 | 10.1                                                                                          | 0.2                                                                                           | 1.4                                                                                           | 48.8                                                                                          | 22.8                                                                                          | 10.4                                                                                          | 0.6                                                                                           | 0.9                                                                                           | 0.4                                                                                           | 0.3                                                                                           | 35.4                                                                                          | 10.5                                                                                          | 0.4                                                                                           | 10.9                                                                                          | 1.6                                                                                           | 1.1                                                                                           | 0.1                                                                                           | –                                                                                             | 0.7                                                                                           | 15.7                                                                                          |
| 22–27 Feb            | ORC / T24                                                | 4,720                | 29.1 | 5.4                                                                                           | 1.5                                                                                           | 1.0                                                                                           | 36.0                                                                                          | 23.5                                                                                          | 19.5                                                                                          | –                                                                                             | 2.3                                                                                           | 2.5                                                                                           | –                                                                                             | 47.8                                                                                          | 8.1                                                                                           | –                                                                                             | 8.1                                                                                           | 2.0                                                                                           | 1.3                                                                                           | 1.8                                                                                           | –                                                                                             | 2.0                                                                                           | 5.6                                                                                           |
| 23–26 Feb            | Aksoy                                                    | 1,537                | 32.1 | 6.8                                                                                           | –                                                                                             | –                                                                                             | 38.9                                                                                          | 27.3                                                                                          | 13.6                                                                                          | 0.8                                                                                           | 0.9                                                                                           | 0.7                                                                                           | –                                                                                             | 43.3                                                                                          | 12.0                                                                                          | –                                                                                             | 12.0                                                                                          | –                                                                                             | –                                                                                             | –                                                                                             | –                                                                                             | 5.8                                                                                           | 4.8                                                                                           |
| 21–25 Feb            | ALF                                                      | 2,000                | 29.5 | 5.6                                                                                           | –                                                                                             | 1.6                                                                                           | 35.1                                                                                          | 27.8                                                                                          | 15.7                                                                                          | –                                                                                             | 1.8                                                                                           | 1.5                                                                                           | –                                                                                             | 46.8                                                                                          | 9.8                                                                                           | –                                                                                             | 9.8                                                                                           | 2.5                                                                                           | 2.2                                                                                           | –                                                                                             | –                                                                                             | 2.0                                                                                           | 1.7                                                                                           |
| 19–23 Feb            | Optimar / Hadi Özışık                                    | 2,000                | 40.0 | 7.1                                                                                           | 0.5                                                                                           | 1.2                                                                                           | 47.6                                                                                          | 25.7                                                                                          | 10.1                                                                                          | 1.2                                                                                           | 0.8                                                                                           | 0.4                                                                                           | –                                                                                             | 38.2                                                                                          | 9.6                                                                                           | –                                                                                             | 9.6                                                                                           | 0.5                                                                                           | 1.7                                                                                           | –                                                                                             | –                                                                                             | 0.1                                                                                           | 14.3                                                                                          |
| 18–20 Feb            | TEAM / Gazete Duvar                                      | 1,930                | 37.5 | 6.6                                                                                           | –                                                                                             | –                                                                                             | 44.1                                                                                          | 24.5                                                                                          | 11.6                                                                                          | –                                                                                             | –                                                                                             | –                                                                                             | –                                                                                             | 36.1                                                                                          | 11.1                                                                                          | –                                                                                             | 11.1                                                                                          | –                                                                                             | –                                                                                             | –                                                                                             | –                                                                                             | 8.7                                                                                           | 13.0                                                                                          |
| 16–20 Feb            | İEA / Gazete Duvar                                       | 2,000                | 33.7 | 6.8                                                                                           | –                                                                                             | 1.3                                                                                           | 40.5                                                                                          | 25.8                                                                                          | 13.9                                                                                          | –                                                                                             | 1.3                                                                                           | 0.7                                                                                           | –                                                                                             | 41.7                                                                                          | 11.2                                                                                          | 1.4                                                                                           | 12.6                                                                                          | 1.9                                                                                           | 1.5                                                                                           | –                                                                                             | –                                                                                             | 0.5                                                                                           | 7.9                                                                                           |
| 6 de febrero de 2023 | 6 de febrero de 2023                                     | 6 de febrero de 2023 | Un terremoto con una magnitud de Mww 7.8 golpea el sur y centro de Turquía. | Un terremoto con una magnitud de Mww 7.8 golpea el sur y centro de Turquía.                   | Un terremoto con una magnitud de Mww 7.8 golpea el sur y centro de Turquía.                   | Un terremoto con una magnitud de Mww 7.8 golpea el sur y centro de Turquía.                   | Un terremoto con una magnitud de Mww 7.8 golpea el sur y centro de Turquía.                   | Un terremoto con una magnitud de Mww 7.8 golpea el sur y centro de Turquía.                   | Un terremoto con una magnitud de Mww 7.8 golpea el sur y centro de Turquía.                   | Un terremoto con una magnitud de Mww 7.8 golpea el sur y centro de Turquía.                   | Un terremoto con una magnitud de Mww 7.8 golpea el sur y centro de Turquía.                   | Un terremoto con una magnitud de Mww 7.8 golpea el sur y centro de Turquía.                   | Un terremoto con una magnitud de Mww 7.8 golpea el sur y centro de Turquía.                   | Un terremoto con una magnitud de Mww 7.8 golpea el sur y centro de Turquía.                   | Un terremoto con una magnitud de Mww 7.8 golpea el sur y centro de Turquía.                   | Un terremoto con una magnitud de Mww 7.8 golpea el sur y centro de Turquía.                   | Un terremoto con una magnitud de Mww 7.8 golpea el sur y centro de Turquía.                   | Un terremoto con una magnitud de Mww 7.8 golpea el sur y centro de Turquía.                   | Un terremoto con una magnitud de Mww 7.8 golpea el sur y centro de Turquía.                   | Un terremoto con una magnitud de Mww 7.8 golpea el sur y centro de Turquía.                   | Un terremoto con una magnitud de Mww 7.8 golpea el sur y centro de Turquía.                   | Un terremoto con una magnitud de Mww 7.8 golpea el sur y centro de Turquía.                   | Un terremoto con una magnitud de Mww 7.8 golpea el sur y centro de Turquía.                   |
| 27 Ene–2 Feb         | Avrasya                                                  | 2,460                | 32.1 | 5.1                                                                                           | –                                                                                             | 1.2                                                                                           | 37.2                                                                                          | 31.5                                                                                          | 12.8                                                                                          | –                                                                                             | 3.5                                                                                           | –                                                                                             | –                                                                                             | 47.8                                                                                          | 9.9                                                                                           | –                                                                                             | 9.9                                                                                           | 1.4                                                                                           | –                                                                                             | –                                                                                             | –                                                                                             | 2.5                                                                                           | 0.6                                                                                           |
| Ene                  | Aksoy                                                    | 1,537                | 33.3 | 7.7                                                                                           | –                                                                                             | –                                                                                             | 41.0                                                                                          | 25.5                                                                                          | 14.6                                                                                          | 1.1                                                                                           | 1.2                                                                                           | 0.2                                                                                           | –                                                                                             | 42.6                                                                                          | 11.1                                                                                          | –                                                                                             | 11.1                                                                                          | –                                                                                             | –                                                                                             | –                                                                                             | –                                                                                             | 5.2                                                                                           | 7.8                                                                                           |
| 23–26 Ene            | ORC                                                      | 4,580                | 30.2 | 5.5                                                                                           | 1.6                                                                                           | –                                                                                             | 37.3                                                                                          | 23.1                                                                                          | 19.3                                                                                          | –                                                                                             | 2.6                                                                                           | 2.7                                                                                           | –                                                                                             | 47.7                                                                                          | 7.6                                                                                           | –                                                                                             | 7.6                                                                                           | 1.8                                                                                           | –                                                                                             | 2.3                                                                                           | 1.4                                                                                           | 1.9                                                                                           | 7.1                                                                                           |
| 18–24 Ene            | ALF                                                      | 2,000                | 31.0 | 6.1                                                                                           | –                                                                                             | –                                                                                             | 37.1                                                                                          | 26.1                                                                                          | 15.8                                                                                          | –                                                                                             | 2.4                                                                                           | 2.7                                                                                           | –                                                                                             | 47.0                                                                                          | 8.6                                                                                           | –                                                                                             | 8.6                                                                                           | 1.8                                                                                           | 1.4                                                                                           | 2.2                                                                                           | –                                                                                             | 1.9                                                                                           | 4.9                                                                                           |
| 14–24 Ene            | ASAL                                                     | 2,520                | 39.2 | 7.5                                                                                           | –                                                                                             | –                                                                                             | 46.7                                                                                          | 23.8                                                                                          | 12.3                                                                                          | –                                                                                             | –                                                                                             | –                                                                                             | –                                                                                             | 36.1                                                                                          | 10.1                                                                                          | –                                                                                             | 10.1                                                                                          | –                                                                                             | –                                                                                             | –                                                                                             | –                                                                                             | 7.1                                                                                           | 15.4                                                                                          |
| 13–18 Ene            | ANAPOLLIA                                                | 1,002                | 30.6 | 5.3                                                                                           | –                                                                                             | 1.0                                                                                           | 35.9                                                                                          | 23.8                                                                                          | 21.7                                                                                          | 1.2                                                                                           | 2.6                                                                                           | 1.7                                                                                           | 0.3                                                                                           | 51.3                                                                                          | 8.5                                                                                           | –                                                                                             | 8.5                                                                                           | 2.7                                                                                           | 0.5                                                                                           | –                                                                                             | –                                                                                             | –                                                                                             | 6.8                                                                                           |
| 13–16 Ene            | ORC / Halk TV                                            | 3,920                | 31.5 | 6.5                                                                                           | –                                                                                             | –                                                                                             | 38.0                                                                                          | 25.5                                                                                          | 19.3                                                                                          | –                                                                                             | 2.3                                                                                           | 2.8                                                                                           | –                                                                                             | 49.9                                                                                          | 8.0                                                                                           | –                                                                                             | 8.0                                                                                           | 1.4                                                                                           | –                                                                                             | –                                                                                             | –                                                                                             | 2.7                                                                                           | 6.0                                                                                           |
| 11–14 Ene            | TEAM                                                     | 2,524                | 37.5 | 6.5                                                                                           | –                                                                                             | –                                                                                             | 44.0                                                                                          | 26.0                                                                                          | 11.7                                                                                          | –                                                                                             | –                                                                                             | –                                                                                             | –                                                                                             | 37.7                                                                                          | 11.1                                                                                          | –                                                                                             | 11.1                                                                                          | –                                                                                             | –                                                                                             | –                                                                                             | –                                                                                             | 7.3                                                                                           | 11.5                                                                                          |
| 6–13 Ene             | Areda Survey / Yeni Şafak                                | 4,900                | 40.8 | 10.3                                                                                          | 0.3                                                                                           | 1.3                                                                                           | 51.4                                                                                          | 22.6                                                                                          | 9.9                                                                                           | 0.8                                                                                           | 0.8                                                                                           | 0.1                                                                                           | 0.1                                                                                           | 34.3                                                                                          | 10.2                                                                                          | 0.4                                                                                           | 10.6                                                                                          | 0.8                                                                                           | 0.6                                                                                           | –                                                                                             | –                                                                                             | 0.9                                                                                           | 18.2                                                                                          |
| 7–9 Ene              | Piar / Gazete Karınca                                    | 2,611                | 31.2 | 6.3                                                                                           | –                                                                                             | –                                                                                             | 37.5                                                                                          | 25.1                                                                                          | 14.3                                                                                          | –                                                                                             | 1.1                                                                                           | 3.8                                                                                           | –                                                                                             | 44.3                                                                                          | 11.2                                                                                          | –                                                                                             | 11.2                                                                                          | 1.6                                                                                           | –                                                                                             | –                                                                                             | 1.9                                                                                           | 3.5                                                                                           | 6.1                                                                                           |
| 3–8 Ene              | Avrasya                                                  | 2,612                | 29.5 | 5.6                                                                                           | –                                                                                             | 1.2                                                                                           | 35.1                                                                                          | 31.1                                                                                          | 13.8                                                                                          | –                                                                                             | 3.5                                                                                           | –                                                                                             | –                                                                                             | 48.4                                                                                          | 11.2                                                                                          | –                                                                                             | 11.2                                                                                          | 1.7                                                                                           | –                                                                                             | –                                                                                             | –                                                                                             | 2.4                                                                                           | 1.6                                                                                           |
| 1–7 Ene              | MAK / Fatih Portakal TV                                  | 5,750                | 34.3 | 6.3                                                                                           | 0.4                                                                                           | 1.3                                                                                           | 41.0                                                                                          | 25.0                                                                                          | 15.6                                                                                          | 0.9                                                                                           | 2.5                                                                                           | 1.2                                                                                           | 0.4                                                                                           | 45.6                                                                                          | 8.4                                                                                           | –                                                                                             | 8.4                                                                                           | 1.0                                                                                           | 0.2                                                                                           | 0.1                                                                                           | 1.2                                                                                           | 1.2                                                                                           | 9.3                                                                                           |
| 2–5 Ene              | ORC                                                      | 3,780                | 32.0 | 6.2                                                                                           | –                                                                                             | –                                                                                             | 38.2                                                                                          | 23.5                                                                                          | 19.1                                                                                          | –                                                                                             | 2.5                                                                                           | 2.9                                                                                           | –                                                                                             | 48.0                                                                                          | 7.3                                                                                           | –                                                                                             | 7.3                                                                                           | –                                                                                             | –                                                                                             | 2.2                                                                                           | 1.8                                                                                           | 2.5                                                                                           | 8.5                                                                                           |
| 23 Dic–2 Ene         | Sosyo Politik                                            | 1,582                | 33.2 | 6.5                                                                                           | –                                                                                             | –                                                                                             | 39.7                                                                                          | 28.5                                                                                          | 13.3                                                                                          | 0.8                                                                                           | 2.9                                                                                           | 0.7                                                                                           | –                                                                                             | 46.2                                                                                          | 13.1                                                                                          | 0.6                                                                                           | 13.7                                                                                          | 0.4                                                                                           | –                                                                                             | –                                                                                             | –                                                                                             | 0.1                                                                                           | 4.7                                                                                           |
| 27 Dic–1 Ene         | Optimar / Hürriyet                                       | 2,001                | 41.1 | 7.4                                                                                           | 0.8                                                                                           | 0.7                                                                                           | 49.3                                                                                          | 23.6                                                                                          | 8.1                                                                                           | 1.0                                                                                           | 1.1                                                                                           | 0.9                                                                                           | –                                                                                             | 34.7                                                                                          | 9.8                                                                                           | –                                                                                             | 9.8                                                                                           | 2.3                                                                                           | 1.2                                                                                           | 0.5                                                                                           | –                                                                                             | 1.5                                                                                           | 17.5                                                                                          |
| Elecciones de 2018   | Elecciones de 2018                                       | 51,183,729           | 42.6 | 11.1                                                                                          | N/A                                                                                           | N/A                                                                                           | 53.7                                                                                          | 22.6                                                                                          | 10.0                                                                                          | 1.3                                                                                           | N/A                                                                                           | N/A                                                                                           | N/A                                                                                           | 33.9                                                                                          | 11.7                                                                                          | N/A                                                                                           | N/A                                                                                           | N/A                                                                                           | N/A                                                                                           | N/A                                                                                           | N/A                                                                                           | 0.7                                                                                           | 20.0                                                                                          |

## Partidos
El 11 de marzo de 2023, el YSK anunció los partidos elegibles para presentarse a las elecciones. El 8 de abril de 2023 se determinaron las posiciones de los partidos y alianzas en la papeleta combinada. El Partido de la Causa Libre (HÜDA PAR) y el Partido de la Izquierda Democrática (DSP) de los 36 partidos elegibles para participar en las elecciones decidieron participar en las elecciones desde las listas del Partido de la Justicia y el Desarrollo (AKP); Partido Democracia y Progreso (DEVA), Partido del Futuro (GP), Partido de la Felicidad (SP), Partido Demócrata (DP) y Partido por el Cambio en Turquía (TDP) tomaron la decisión de participar en las elecciones desde las listas del Partido Republicano del Pueblo (CHP); El Partido Democrático de los Pueblos (HDP) y el Partido del Trabajo (EMEP) anunciaron que participarán en las elecciones desde las listas del Partido de la Izquierda Verde (YSP).
Nuevo Partido de Turquía, Partido de Cambio de Turquía, Partido del Futuro, Partido Demócrata, Partido de la Democracia y Progreso y el Partido de la Felicidad; Aunque fueron incluidos en el sorteo, no presentaron su lista de candidatos al YSK hasta el 9 de abril a las 17.00 horas. El Partido Turquía Independiente ha retirado su lista de candidatos a favor de la Alianza Nacional y el Partido Gran Turquía a favor de la Alianza Popular.
La clasificación en la boleta electoral en una circunscripción donde todos los partidos participantes tienen candidatos nominados e independientes es la siguiente:

### Partidos participantes
| Orden | Orden | Alianza                      | Partido | Partido                       | Partido                                 | Presidente(s)                      |
| ----- | ----- | ---------------------------- | ------- | ----------------------------- | --------------------------------------- | ---------------------------------- |
| 1     | –     | –                            |         | Millet                        | Partido de la Nación                    | Cuma Nacar                         |
| 2     | –     | –                            |         | HAK-PAR                       | Partido Derechos y Libertades           | Düzgün Kaplan                      |
| 3     | 1     | Unión de Fuerzas Socialistas |         | TKP                           | Partido Comunista de Turquía            | Kemal İbrahim Okuyan               |
| 3     | 2     | Unión de Fuerzas Socialistas |         | TKH                           | Movimiento Comunista de Turquía         | Aysel Tekerek                      |
| 3     | 3     | Unión de Fuerzas Socialistas |         | Sol Parti                     | Partido de la Libertad y la Solidaridad | Önder İşleyen                      |
| 4     | –     | –                            |         | GENÇPARTİ                     | Partido de la Juventud                  | Murat Hakan Uzan                   |
| 5     | –     | –                            |         | Memleket                      | Partido de la Patria                    | Muharrem İnce                      |
| 6     | 1     | Alianza Popular              |         | Büyük Birlik                  | Partido de la Gran Unidad               | Mustafa Destici                    |
| 6     | 2     | Alianza Popular              |         | AK Parti                      | Partido de la Justicia y el Desarrollo  | Recep Tayyip Erdoğan               |
| 6     | 3     | Alianza Popular              |         | Yeniden Refah                 | Partido del Bienestar de Nuevo          | Muhammed Ali Fatih Erbakan         |
| 6     | 4     | Alianza Popular              |         | MHP                           | Partido de Acción Nacionalista          | Devlet Bahçeli                     |
| 7     | 1     | Alianza Trabajo y Libertad   |         | Yeşil Sol Parti               | Partido de la Izquierda Verde           | İbrahim Akın, Çiğdem Kılıçgün Uçar |
| 7     | 2     | Alianza Trabajo y Libertad   |         | TİP                           | Partido de los Trabajadores de Turquía  | Erkan Baş                          |
| 8     | –     | –                            |         | AB Parti                      | Partido de Unidad de Justicia           | İrfan Uzun                         |
| 9     | –     | –                            |         | Anavatan                      | Partido de la Madre Patria              | İbrahim Çelebi                     |
| 10    | –     | –                            |         | YP                            | Partido de la Innovación                | Öztürk Yılmaz                      |
| 11    | –     | –                            |         | HKP                           | Partido de la Liberación del Pueblo     | Nurullah Ankut                     |
| 12    | –     | –                            |         | Milli Yol                     | Partido Nacional de la Carretera        | Remzi Çayır                        |
| 13    | –     | –                            |         | Vatan                         | Partido Patriótico                      | Doğu Perinçek                      |
| 14    | –     | –                            |         | GBP                           | Partido de la Unión del Poder           | Ali Karnap                         |
| 15    | 1     | Alianza de la Nación         |         | CHP                           | Partido Republicano del Pueblo          | Kemal Kılıçdaroğlu                 |
| 15    | 2     | Alianza de la Nación         |         | İYİ Parti                     | Partido Bueno                           | Meral Akşener                      |
| 16    | 1     | Alianza Ancestral            |         | AP                            | Partido de la Justicia                  | Vecdet Öz                          |
| 16    | 2     | Alianza Ancestral            |         | –                             | Partido de la Victoria                  | Ümit Özdağ                         |
| 17+   | –     | –                            |         | Candidato(s) independiente(s) | Candidato(s) independiente(s)           | Candidato(s) independiente(s)      |

### Partidos elegibles
La siguiente tabla muestra los partidos restantes que eran elegibles para disputar las elecciones pero decidieron postularse en las listas de otros partidos o decidieron no presentar candidatos.
| Partido | Partido  | Partido                             | Líder                         | Ideología                         | Alianza                    | Curso de acción                                                                            |
| ------- | -------- | ----------------------------------- | ----------------------------- | --------------------------------- | -------------------------- | ------------------------------------------------------------------------------------------ |
|         | DEVA     | Partido Democracia y Progreso       | Ali Babacan                   | Conservadurismo liberal           | Alianza de la Nación       | Participa en las elecciones en las listas del Partido Republicano del Pueblo (CHP)         |
|         | DSP      | Partido de la Izquierda Democrática | Önder Aksakal                 | Socialdemocracia                  | Alianza Popular            | Participa en las elecciones en las listas del Partido de la Justicia y el Desarrollo (AKP) |
|         | DP       | Partido Demócrata                   | Gültekin Uysal                | Conservadurismo liberal           | Alianza de la Nación       | Participa en las elecciones en las listas del Partido Republicano del Pueblo (CHP)         |
|         | SP       | Partido de la Felicidad             | Temel Karamollaoğlu           | Millî Görüş                       | Alianza de la Nación       | Participa en las elecciones en las listas del Partido Republicano del Pueblo (CHP)         |
|         | HÜDA PAR | Partido de la Causa Libre           | Zekeriya Yapıcıoğlu           | Islamokurdismo Naciónalismo kurdo | Alianza Popular            | Participa en las elecciones en las listas del Partido de la Justicia y el Desarrollo (AKP) |
|         | GP       | Partido del Futuro                  | Ahmet Davutoğlu               | Conservadurismo                   | Alianza de la Nación       | Participa en las elecciones en las listas del Partido Republicano del Pueblo (CHP)         |
|         |          | Partido de la Gran Turquía          | Hüseyin Durmaz                | Kemalismo                         | Alianza Popular            | El partido se retiró para apoyar a la Alianza Popular                                      |
|         | BTP      | Partido Turquía Independiente       | Hüseyin Baş                   | Nacionalismo liberal              | Alianza de la Nación       | El partido se retiró para apoyar al Partido Republicano del Pueblo (CHP).                  |
|         | EMEK     | Partido del Trabajo                 | Ercüment Akdeniz              | Marxismo–Leninismo                | Alianza Trabajo y Libertad | Participa en las elecciones en las listas del Partido de la Izquierda Verde                |
|         | YTP      | Partido Nueva Turquía               | Engin Yılmaz                  | Conservadurismo social            | -                          | -                                                                                          |
|         | TDP      | Partido por el Cambio en Turquía    | Mustafa Sarıgül               | Socialdemocracia                  | Alianza de la Nación       | Participa en las elecciones en las listas del Partido Republicano del Pueblo (CHP)         |
|         | HDP      | Partido Democrático de los Pueblos  | Mithat Sancar & Pervin Buldan | Derechos de las minorías          | Alianza Trabajo y Libertad | Participa en las elecciones en las listas del Partido de la Izquierda Verde                |

## Incidentes
Durante la campaña electoral, varios hechos ocurridos han sido catalogados como violencia política. El 31 de marzo de 2023, la sede del Partido Bueno (IYI) en Estambul fue blanco de un ataque con disparos. Nadie resultó herido en el tiroteo. Akşener criticó a Erdoğan después del ataque diciendo: 'Un partido político no puede ser intimidado un mes y medio antes de las elecciones'. No tenemos miedo. No temo a nada más que a Dios. Sr. Recep (Erdoğan), no le tengo miedo. Pero usted es el presidente y es responsable de todos los ciudadanos de este país. Los atacantes se sintieron envalentonados por las duras palabras del presidente contra la oposición, dijo Akşener. Tras la investigación, quedó claro que un guardia de seguridad nocturno había disparado su arma contra los ladrones, para luego terminar golpeando el edificio por error con dos balas perdidas. El presidente Erdoğan dijo en respuesta a Akşener: 'La verdad ha salido a la luz, ¿ahora me vas a disculpar?'.
El 20 de abril, un hombre armado disparó 12 tiros contra la oficina del distrito de Çukurova del gobernante Partido de la Justicia y el Desarrollo (AKP) en Adana, que había sido evacuada temporalmente tras los recientes terremotos. Los recientes ataques contra otros partidos han planteado problemas de polarización política y seguridad en el país.
El 1 de mayo, un grupo de individuos no identificados armados con pistolas y palos agredieron a miembros de la juventud de HUDAPAR en Mersin, HUDAPAR estaba organizando una campaña electoral para ayudar a su aliado electoral, el AKP. El HDP negó tener vínculos con el ataque e instó a sus seguidores a abstenerse de las provocaciones.

## Resultados
|  | 35.62 % |

|  | 10.07 % |

|  | 2.80 % |

|  | 0.97 % |

|  | 49.46 % |

|  | 25.35 % |

|  | 9.69 % |

|  | 35.04 % |

|  | 8.82 % |

|  | 1.76 % |

|  | 10.58 % |

|  | 2.23 % |

|  | 0.20 % |

|  | 2.43 % |

|  | 0.92 % |

|  | 0.14 % |

|  | 0.12 % |

|  | 0.03 % |

|  | 0.29 % |

|  | 0.21 % |

|  | 0.12 % |

|  | 0.10 % |

|  | 0.10 % |

|  | 0.08 % |

|  | 0.08 % |

|  | 0.06 % |

|  | 0.05 % |

|  | 0.03 % |

|  | 0.02 % |

|  | 0.42 % |

|  | 97.50 % |

|  | 2.50 % |

|  | 100.00 % |

|  | 87.05 % |